# استفانی مارچ
استفانی مارچ (انگلیسی: Stephanie March؛ زادهٔ ۲۳ ژوئیهٔ ۱۹۷۴) هنرپیشه اهل ایالات متحده آمریکا است. وی از سال ۱۹۹۷ میلادی تاکنون مشغول فعالیت بوده‌است.

## فیلمشناسی
از فیلم‌هایی که وی در آن نقش داشته است می‌توان به آثار زیر اشاره کرد.
- رئیس دولت (فیلم) (۲۰۰۳)
- آقا و خانم اسمیت (۲۰۰۵)
- جس استون: عبور شب (۲۰۰۵)
- اختراع دروغ (۲۰۰۹)
- نسخه اولیه (۱۹۹۷)
- ۳۰ راک (۲۰۰۶)
- آناتومی گری (مجموعه تلویزیونی) (۲۰۰۷)
- قانون و نظم: واحد قربانیان ویژه
- چرا اکنون توقف کنیم؟